# Silvertjärnarna (Kalls socken, Jämtland, 707329-134759)
Silvertjärnarna är en sjö i Åre kommun i Jämtland och ingår i Indalsälvens huvudavrinningsområde.